# 津田塾大学の人物一覧
津田塾大学の人物一覧（つだじゅくだいがくのじんぶついちらん）は、津田塾大学に関係する人物の一覧記事。

## 創設者
- 津田梅子 - 日本の教育者。
- 瓜生繁子 - 日本の教育者、瓜生外吉の妻、東京音楽学校教授 兼 女子高等師範学校教授 。
- 大山捨松 - 日本の華族、教育者。大山巌の妻、愛国婦人会理事、赤十字篤志看護会理事。
- アナ・ハーツホン - アメリカの教育者。
- アリス・ベーコン - アメリカの教育者。

## 学長経験者
- 星野あい（1948年 - ）
- 藤田たき（1962年4月 - ）
- 中島文雄（1973年11月 - ）
- 飯野正子（2004年11月 - ）

## 理事長経験者
- 服部禮次郎（2006年7月 - ）

## 著名な教員
- 神谷美恵子 - 精神医学、英文学
- 許世楷 - 法学
- 中條美和 - 政治学
- 三砂ちづる - 国際関係学
- 萱野稔人 - 哲学
- 栗原一貴 - 情報科学
- 高野フミ - アメリカ文学

## 著名な出身者

### 政治
- 田中寿美子 - 元参議院議員、元社会党副委員長
- 森山眞弓 - 元衆議院議員、元法務大臣、元内閣官房長官
- 赤松良子 - 元文部大臣、元ウルグアイ大使
- 久保田真苗 - 元参議院議員・経済企画庁長官
- 山中燁子 - 元自由民主党衆議院議員、元外務大臣政務官、オックスフォード大学上席研究員
- 田嶋陽子 - 元社会民主党参議院議員、英文学者、女性学者、元法政大学教授
- 円より子 - 元民主党参議院議員、元参議院副会長
- 村島喜代 - 元衆議院議員
- 石田美栄 - 元参議院議員・衆議院議員
- 中西珠子 - 元参議院議員
- 大森礼子 - 元参議院議員、弁護士
- 林塩 - 元参議院議員
- 井上なつゑ - 元参議院議員

### 行政
- 黒田順子 - 元国際連合東ティモール平和維持活動官房長
- 山根敏子 - 元外務省在アメリカ合衆国日本国大使館外交官補、日本初の女性外交官
- 藤田たき - 元労働省婦人少年局長、元津田塾大学学長、元国連婦人の地位委員会会長
- 縫田曄子 - 元東京都民生局長、元国立婦人教育会館館長、女性初のNHK解説委員

### 経済
- 今野由梨 - ダイヤル・サービス創業者、日本介護事業連合会副会長、東京商工会議所特別顧問
- 南場智子 -ディー・エヌ・エー創業者・会長、女性初日本経団連副会長、女性初日本プロ野球オーナー会議議長
- 八丁地園子 - IBJ International副社長、藤田観光常務、日本航空独立役員、津田塾大学学長特命補佐
- 飯野晃子 - 株式会社プレマ社長
- 上岡美保子 -  トマト銀行社外取締役、就実大学特任教授、岡山大学監事

### 学術・研究
- 庵逧由香 - 歴史学者、立命館大学教授
- 飯野正子 - 歴史学者、元津田塾大学学長
- 井川スミス史子 - 考古学者、マギル大学名誉教授・元准副学長、元カナダ日本学会会長、元東亜考古学協会会長
- 板津木綿子 - 歴史学者、東京大学教授
- 井上和子 - 言語学者、元神田外語大学学長、元日本言語学会会長
- 岩崎美紀子 - 比較政治学、カナダ政治学、筑波大学教授
- 植田隆子 - 国際政治学者、国際基督教大学教授、元東京大学特任教授、元EU政府代表部大使
- 植松みどり - 英米文学者、和洋女子大学名誉教授、元日本ジョージ・エリオット協会会長
- ウェルズ恵子 - アメリカ文学・文化研究者、ヴァナキュラー文化研究者、立命館大学教授
- 大貫恵美子 - 文化人類学者、ウィスコンシン大学教授、アメリカ芸術科学アカデミー会員
- 大野泉 - 国際政治学者、政策研究大学院大学教授、元国際協力機構 緒方貞子平和開発研究所所長、外務大臣表彰
- 神谷美恵子 - 精神科医、津田塾大学名誉教授
- 河野康子 - 政治学者、法政大学名誉教授、大平正芳記念賞
- 木本喜美子 - 社会学者、一橋大学名誉教授、社会政策学会奨励賞受賞
- 松岡陽子マックレイン - 比較文学者、オレゴン大学名誉教授、夏目漱石の孫
- 片倉もとこ - イスラーム研究者、国際日本文化研究センター所長、国立民族学博物館名誉教授
- 川本静子 - 英文学者、津田塾大学名誉教授
- 杉木明子 - 政治学者、慶應義塾大学教授
- 髙橋裕子 - 歴史学者、津田塾大学学長、国際女性史連盟（IFRWH）会長、元アメリカ学会会長、元日本アメリカ史学会運営委員会代表、日本学術会議会員
- タキエ・スギヤマ・リブラ - 人類学者、ハワイ大学名誉教授
- 田村慶子 - 政治学者、北九州市立大学教授
- 鶴見和子 - 社会学者、上智大学名誉教授
- 中江桂子 - 社会学者、明治大学文学部教授
- 中河幹子 - 国文学者、共立女子大学教授、歌人
- 中澤恒子 - 言語学者、東京大学名誉教授
- 中根千枝 - 社会人類学者、東京大学名誉教授、女性初の東京大学教授
- 中野美知子 - 応用言語学者、早稲田大学教授
- 畑惠子 - 政治学者、早稲田大学教授、元学校法人早稲田大学理事
- 羽場久美子 - 政治学者、青山学院大学名誉教授、元世界国際関係学会副会長、元日本学術会議会員
- 浜由樹子 - 政治学者、静岡県立大学准教授、ロシア・東欧学会研究奨励賞
- 平木典子 - 心理学者、日本女子大学教授、東京福祉大学大学院教授、元日本家族心理学会会長
- 平田光子 - 経営学者、日本大学教授
- 松尾亜紀子 - 航空工学者、慶應義塾大学教授、日本航空宇宙学会会長
- 石井美樹子 - 英文学・英国文化研究者、神奈川大学教授
- 嶋田和子 - 教育者、国際青年交流学園イーストウエスト日本語学校副校長
- 永富友海 - 英文学者、上智大学教授
- 長野明子 - 言語学者、静岡県立大学教授
- 中村悦子 - 児童文学研究者、保育学者、大妻女子大学名誉教授
- 佐藤久美子 - 言語学者、玉川大学教授
- 杉山明子 - 社会学者、東京女子大学教授
- 高桑美子 - 英文学者、津田塾大学名誉教授
- 高野フミ - 英文学者、津田塾大学名誉教授
- 富永智津子 - 歴史学者、宮城学院女子大学教授
- 豊田真穂 - 歴史学者、早稲田大学教授、日本アメリカ学会清水博賞
- 永野善子 -  国際関係論学者、神奈川大学教授
- 笹沼澄子 - 言語聴覚士、国際医療福祉大学教授
- 藤田文子 - アメリカ文化学者、津田塾大学名誉教授
- 堀芳枝 - 国際政治学者、早稲田大学教授
- 天満美智子 - 言語学者、津田塾大学名誉教授
- 水田珠枝 - 女性学者、名古屋経済大学名誉教授
- 山形治江 - ギリシア悲劇研究者、日本大学教授、湯浅芳子賞
- 武谷なおみ - イタリア文学者、大阪芸術大学教授、ピーコ・デッラ・ミランドラ賞
- 工藤真由美 - 言語学者、大阪大学名誉教授、元日本学術会議会員、新村出賞
- 山下英愛 - 韓国女性学研究者、文教大学教授
- 石井由香 - 社会学者、静岡県立大学教授
- 平川眞規子  - 言語学者、中央大学教授、元日本第二言語習得学会会長
- 望戸愛果 - 社会学者
- 森梅代 - 霊長類研究者、元名古屋文理大学副学長
- 菅美弥 - 歴史学者、東京学芸大学教授
- 吉野裕子 - 民俗学者
- 吉村真子 - アジア地域研究学者、法政大学教授
- 北原糸子 - 歴史学者、立命館大学教授、元歴史地震研究会会長、南方熊楠賞
- 早川敦子 - 英文学者、津田塾大学教授
- 舩田クラーセンさやか - 政治学者、東京外国語大学准教授
- 上田明子 - 英語学者、津田塾大学名誉教授
- 仲間裕子 - 西洋美術史研究者、立命館大学教授
- 村井範子 - 音楽学者、フェリス女学院大学名誉教授
- 中馬祥子 - 経済学者、國學院大學教授
- 羽藤由美 - 言語学者、京都工芸繊維大学名誉教授

### 文芸
- 山川菊栄 - 評論家、初代労働省婦人少年局長
- 大庭みな子 - 小説家、1968年群像新人文学賞・芥川賞､1982年谷崎潤一郎賞､1986年野間文芸賞､1991年読売文学賞､2003年紫式部文学賞受賞など。日本芸術院会員、日本ペンクラブ副会長
- 犬養道子 - 評論家、犬養毅の孫
- 山本昌代 - 小説家
- 厨川圭子 - 翻訳家
- 小池昌代 - 詩人、小説家
- 朝倉千筆 - 放送作家
- 遠藤寿子 - 翻訳家
- 澁澤幸子 - 著作家
- 掛川恭子 - 翻訳家
- 新藤悦子 - 児童文学作家、ノンフィクション作家、ファンタジー小説家
- 髙田惠子 - 翻訳家
- 斎藤明美 - エッセイスト、編集者
- 小尾芙佐 - 翻訳家
- 松下祥子 - 翻訳家
- 北原みのり - 著作家、活動家
- 赤尾秀子 - 翻訳家、星雲賞
- 菅伸子 - エッセイスト、菅直人の妻
- 大村浩子 - フランス語翻訳家
- 最所フミ - 評論家
- 武田尚子 - 翻訳家
- 谷村まち子 - 児童文学作家
- 中村妙子 - 翻訳家
- 中野怜奈 - 翻訳家
- 松永ふみ子 - 翻訳家
- 秋津知子 - 翻訳家
- 原百代 - 作家、翻訳家
- 平野千恵子 - 浮世絵研究家、司書
- 増井和子 - ワイン評論家、フランス農事功労章
- 松本たま - 翻訳家
- 古賀林幸 - 翻訳家、恵泉女学園大学特任教授
- 小沼ますみ -  クラシック音楽評論家
- 小山内恵美子 - 小説家
- 乙幡啓子 -  ライター、造形作家
- 吉澤康子 - 翻訳家
- 吉村証子 - 児童科学読物作家、科学読物研究会設立者、日本科学読物賞
- 淀川郁子 - 翻訳家

### マスコミ
- 神近市子 - 評論家、社会活動家、元毎日新聞記者、元衆議院議員
- 福島敦子 - キャスター・エッセイスト
- 草野満代 - ニュースキャスター、元NHKアナウンサー
- 絵門ゆう子 - 元NHKアナウンサー 、エッセイスト
- 鳥木千鶴 - 元朝日放送アナウンサー
- 内山聖子 - テレビ朝日取締役・プロデューサー
- 岡田真由子 - 元テレビ朝日アナウンサー・プロデューサー
- 青木裕子 - フリーアナウンサー、元NHKアナウンサー、軽井沢町立図書館館長
- 山本志保 - NHKアナウンサー
- 岩槻里子 - NHKアナウンサー
- 青木希久子 - 元NHKアナウンサー
- 田代杏子 - NHKアナウンサー
- 畠山衣美 - NHKアナウンサー
- 廣瀬智美 - NHKアナウンサー
- 野溝美子 - 元熊本放送アナウンサー
- 中村優子 - 元北海道文化放送アナウンサー
- 後藤美菜子 - 元秋田テレビアナウンサー
- 斎藤裕子 - 元フジテレビアナウンサー
- 尾崎朋美 - フリーアナウンサー、気象予報士、元秋田放送アナウンサー
- 山中章子 - フジテレビアナウンサー
- 倉見慶子 - フリーアナウンサー、元長野放送アナウンサー
- 斉藤絹子 - フリーアナウンサー、元RKB毎日放送アナウンサー
- 関嶋梢 - 気象予報士、元NHK気象キャスター
- 岩崎良美 - フリーアナウンサー、元福井テレビアナウンサー
- 山田隆子 - 元四国放送アナウンサー
- 後藤晴菜 - フリーアナウンサー、元日本テレビアナウンサー
- 杉原凜 - 日本テレビアナウンサー
- 坐間妙子 - フリーアナウンサー、気象予報士、元エフエム群馬・北陸放送アナウンサー
- 丹黒香奈子 - フリーアナウンサー、元四国放送・山口放送アナウンサー
- 中川祐子 - フリーアナウンサー、気象予報士
- 駒木結衣 - 気象キャスター
- 守口香織 - フリーアナウンサー、元RSK山陽放送アナウンサー
- 田中真木子 - 元フリーアナウンサー、元NST新潟総合テレビアナウンサー
- 山上真実 - 鹿児島テレビ社員・元アナウンサー
- 三崎由紀 - 元キャスター
- 村上里和 - NHKアナウンサー
- 上野由加里 - フリーアナウンサー、元青森放送アナウンサー
- 平島亜由美 - 北日本放送アナウンサー
- 竹田有里 - フリーアナウンサー、元TOKYO MXアナウンサー
- 松嶋あすか - フリーアナウンサー
- 相場詩織 - フリーアナウンサー、元静岡朝日テレビアナウンサー
- 高嶋未希 - フリーアナウンサー、元NHK契約キャスター
- 片山優 - フリーアナウンサー、元NHK新潟放送局キャスター

### 芸能
- 梶浦由記 - 作曲家
- 岡田冨美子 - 作詞家
- 橋本芙美 -  テレビドラマ・映画プロデューサー
- しげのゆうこ - ジャズシンガー
- 平野智子 - 演出家・音響監督
- 尹美亜 - 映画監督
- 中島多圭子 - 映像作家、映画監督
- 丘崎杏 - 女優、声優
- 加納みゆき - 女優
- 立川絵理 - 女優
- 谷洋子 - 女優
- 長谷川希 - タレント
- 山村美智 - 女優、元フジテレビアナウンサー
- 中村麻美 - 女優
- 塩見きら - タレント

### その他
- 戸田奈津子 - 字幕翻訳家、元映画翻訳家協会会長
- 中上晶子 - 起業家、精神医学研究家（家族療法家）、カウンセラー。
- 佐藤亮子 - 受験ママ、教育本執筆家
- 佐伯敏子 - 写真家
- 中野ツヤ - 教育者、鷗友学園理事長
- デリア俊子 - 日系市民ランナー
- 黒田紫 - プロチアリーダー、家庭教育評論家、教師
- 中村麻美 -  日本画家、絵本画家、挿画家
- 有馬真喜子 -  文化人類学の評論家、ジャーナリスト、国民生活センター会長、財団法人横浜市女性協会顧問、特定非営利活動法人ユニフェム日本国内委員会理事長
- 西宮幸子 - 宮内庁侍従職女官長
- 林祐子 - 美術家